# Mahiro Maeda
 (mars 2022).
Motif : La section biographie nécessite une amélioration afin de faciliter sa lecture.
Pour les articles homonymes, voir Maeda.
Mahiro Maeda (前田 真宏, Maeda Mahiro), né le 14 mars 1963 à Yonago dans la préfecture de Tottori, est un réalisateur et mecha-designer japonais.

## Biographie
Mahiro Maeda né le 14 mars 1963 à Yonago, deuxième plus grande ville de la préfecture de Tottori. Encore adolescent, la série Conan, le fils du futur, réalisé par Hayao Miyazaki, le pousse à s'intéresser à l'animation. À l'université privé de Tokyo zōkei, il intègre le « Club Manga  » où il fait la rencontre de Yoshiyuki Sadamoto, d'un an son ainé. Avec lui, il participe au festival de Science Fiction Japonais (日本SF大会, Nihon SF Taikai) qui se déroule à Osaka en 1983. Il participe au générique d'ouverture de la convention en tant qu'animateur-clé ce qui voit ses débuts dans l'animation.
Alors qu'il est encore étudiant, Maeda va travailler en tant qu'animateur-clé sur la série mecha The Super Dimension Fortress Macross ainsi que sur Nausicaä de la vallée du vent, film du studio Ghibli avec qui il collaborera régulièrement jusqu'en 1992.
En 1984 il fonde avec Yoshiyuki Sadamoto et d'autres comme Hideaki Anno le studio Gainax. Il participe à la plupart des premières productions du studio où il se distingue par son mecha design. En 1992, il quitte ce même studio avec Shōji Murahama, Hiroshi Yamaguchi et Shinji Higuchi pour fonder le studio Gonzo. Pendant les années 1990, il va collaborer avec d'autres studios en tant mecha designer renommé et va l'amener à travailler pour des Tokusatsu en tant que Monster-designer comme les films Gamera de 1995 à 1999.
En 1998, il passe pour la première fois à la réalisation avec les OAV Blue submarine no 6, produite par son propre studio, Gonzo. Mahiro Maeda se distingue grâce à l'utilisation minutieuse de la CG mêlé à la 2D ce qui le rend très apprécié dans le milieu. Il va par la suite travailler sur les grosses productions de Gonzo comme Last exile (2003) ou Gankutsuou (2005) où il se distingue là encore pour son utilisation de la CG. Il va, durant cette même époque, participer à plusieurs omnibus regroupant des grands noms de l'animation comme Animatrix (2003), Ani-Kuri 15 (2007) et Genius party Beyond (2008).

## Œuvres
Source

### Série TV
- The Super Dimension Fortress Macross (octobre 1982 - juin 1983) - Layout, animateur-clé
- Nadia, le secret de l'eau bleue (avril 1990 - avril 1991) - Storyboard (ep 10,16,22,35), layout, mecha design, animateur-clé
- Neon Genesis Evangelion (octobre 1995 - mars 1996) - Design de l'ange 6 et 7
- Vision d'Escaflowne (1996) - Participation au design
- Turn A Gundam (avril 1999 - avril 2000) - Participation au mecha design
- Gate Keepers (avril 2000 - septembre 2000) - Mecha Design
- Vandread (2000) - Mecha design
- Final Fantasy: Unlimited (octobre 2001 - mars 2002) - Réalisateur, design des monstres, storyboard (ep 4,13,16)
- Last exile (avril 2003 - septembre 2003) - Production du design, storyboard (ep 2,18)
- Samurai Champloo (2004 - 2005) - Design des armes
- Gankutsuou (octobre 2004 - mars 2005) - Réalisation, chara-design original, storyboard,

### Films
- Nausicaä de la vallée du vent (1984) - Animateur-clé, intervalliste
- Le Chateau dans le ciel (1986) - Animateur-clé
- Les Ailes d'Honnéamise (1987) - Storyboard, layout, design, animateur-clé
- Souvenirs goutte à goutte (1991) - Animateur-clé
- Porco Rosso (1992) - Animateur-clé
- Gamera - film 9 (film live) (1995) - Design des monstres
- Gamera - film 10 (film live) (1996) - Design des monstres
- Gamera - film 11 (film live) (1999) - Design des monstres
- Kill Bill (séquence animé uniquement) (2004) - Animateur-clé
- Brave story (2006) - Storyboard
- Origin: Spirits of the Past (2006) - Mecha design, storyboard

### OAV
- Robot Carnival (1987) - Mecha design (segment 7)
- Top o Nerae! (1988) - Animateur clé, illustration de l'ending
- Yamato 2520 (1994 - 1996) - Storyboard
- Blue submarine no 6 (1998-2000) - Réalisateur, storyboard, design, animateur-clé
- Gate Keepers 21 (2002) - Storyboard, design des envahisseurs
- The Animatrix (segment la seconde renaissance part 1 et 2) (2003) - Réalisateur, storyboard, chara-design, directeur de l'animation
- Genius party Beyond (segment Gala) (2008) - Réalisateur, storyboard, chara-design, animateur-clé

### Autres
- Générique d'ouverture de Daicon IV (1983) - Animateur-clé, intervalliste
- Spring and chaos (1996) - Animation
- Ultraman: The Ultimate Hero (1993) - Design des monstres
- Ani-Kuri 15 (segment Onmitsu Hime) (2007) - Réalisateur, idée originale, storyboard, décor, animateur-clé